# Domiduca
Na mitologia romana, a deusa Domiduca (Adeona) protege as crianças no caminho de volta à casa dos pais.
Além disso, Domiduca e Domiducus foram dois deuses do casamento que acreditava-se protegerem a noiva no seu caminho à casa do noivo. O nome ocorre como epítetos de Júpiter e Juno.
A mitologia romana inicial focava nas inter-relações complexas e integradas entre deuses e humanos. Nesta, os romanos mantinham uma grande seleção de divindades com áreas não usualmente específicas de autoridade. Um subgrupo de deidades cobria o domínio da primeira e demais infâncias. Nesta área, Domiduca era chamada de guardiã geral e deidade tutelar de crianças para assegurar sua segurança  enquanto viajavam para casa.